# Сяма
Сяма — деревня в Вологодском районе Вологодской области.
Входит в состав Новленского сельского поселения (с 1 января 2006 года по 8 апреля 2009 года входила в Березниковское сельское поселение), с точки зрения административно-территориального деления — в Березниковский сельсовет.
Расстояние до районного центра Вологды по автодороге — 73 км, до центра муниципального образования Новленского по прямой — 11 км. Ближайшие населённые пункты — Кобелево, Брюхачево, Сазоново, Анфалово, Подберезье, Горка-Покровская, Гриденское, Березник.
До 6 июня 2001 года Сяма имела статус посёлка.
По переписи 2002 года население — 20 человек (11 мужчин, 9 женщин). Всё население — русские.

## Достопримечательности
- Сямский Богородице-Рождественский монастырь